# Vasco Martins de Alvelos
Vasco Martins de Alvelos (Alvelos? - Guarda, 23 de Outubro de 1313) foi um prelado português.

## Biografia
D. Vasco Martins de Alvelos era filho de Martim Anes de Alvelos, Senhor da Honra de Alvelos, e de Elvira Mendes da Fonseca.
D. Vasco Martins de Alvelos foi Deão da Sé de Lamego. Em 1296/1297 foi 12.º Bispo de Lamego. Em 14 de Fevereiro de 1302 foi designado 7.º Bispo da Guarda abandonando, assim, o governo da Sé de Lamego.
A 27 de Dezembro de 1302, em Caria, instituiu para seu irmão Estêvão Martins, Cavaleiro de Alvelos, e do qual foi o 1.º Senhor, o Morgado de Alvelos, com sua Capela de Santa Maria do Tesouro, na Sé de Lamego, e cabeça na Honra de Alvelos, na Sé, em Lamego, a que vinculou a Quintã da Torre de Figueiredo de Alva e a aldeia de Ladreda, ambas em São Pedro do Sul, e outros bens, todos herdados de seu pai, o Cavaleiro Martim Anes de Alvelos, mas deixa, na instituição do Morgado, a sua mãe Elvira Mendes da Fonseca o usufruto da Quintã da Torre de Figueiredo de Alva.
O seu Testamento, feito em Caria, no termo da Covilhã, data de 23 de Outubro de 1311, tendo falecido exactamente dois anos mais tarde, na Guarda, quando era Bispo dessa Sé.
Os Senhores do Morgado de Alvelos por ele fundado a favor de seu irmão, também ditos Senhores da Honra de Alvelos, entraram ainda na posse do Paço de Figueiredo das Donas, primeiro Solar dos Figueiredo em Portugal, situado em Sul (actual São Pedro do Sul), sobrevivendo o Morgado dos Alvelos, através de sucessivas transmissões femininas ao longo dos séculos que sempre mantiveram o sobrenome e as armas de Alvelos em uso naquela casa, até à extinção dos vínculos no século XIX. A actual representação genealógica desta casa medieval está nos descendentes de Francisco de Assis de Melo Lemos e Alvelos, 1.º Visconde do Serrado, e 19.º Senhor do Morgado de Alvelos, instituido com Capela na Sé de Lamego pelo seu Bispo D. Vasco Martins de Alvelos.